# Deutsche Gesellschaft für Flaggenkunde
Die Deutsche Gesellschaft für Flaggenkunde e. V. (DGF) ist ein gemeinnütziger Verein mit Sitz in Höxter, der sich der Fahnen- und Flaggenkunde und benachbarten Disziplinen widmet. Die DGF wurde am 4. Februar 1995 in Achim gegründet. Gründungspräsident war Jörg Karaschewski. Mittlerweile hat der Verein über 100 Mitglieder und gehört dem internationalen Dachverband FIAV (Fédération Internationale des Associations Vexillologiques) an.
Im Mittelpunkt der vexillologischen Forschungen der DGF-Mitglieder stehen neben Nationalflaggen und historischen Fahnen und Flaggen vor allem Gemeindeflaggen, aber auch Signalflaggen, Yachtstander, Parteiflaggen, Flaggengesetze und vexillologische Terminologie.
Der Verein veranstaltet in der Regel einmal im Jahr ein Vexillologentreffen mit Vorträgen und Gedankenaustausch, das grundsätzlich allen flaggenkundlich Interessierten offensteht. Das letzte Vexillologentreffen fand im Herbst 2022 in Halle (Saale) statt. Die DGF fungierte zudem in Zusammenarbeit  mit dem Deutschen Historischen Museum als Gastgeber für den 22. Internationalen Flaggenkundlichen Kongress (International Congress of Vexillology), der vom 6. bis 10. August 2007 in Berlin abgehalten wurde.
Die DGF betreibt eine Website und veröffentlicht zweimal im Jahr die flaggenkundliche Zeitschrift Der Flaggenkurier und mehrmals im Jahr den elektronischen Newsletter DGF-Info für Vereinsmitglieder.
Die Flagge der DGF wurde von Jürgen Rimann entworfen. Sie zeigt die deutschen Farben Schwarz-Rot-Gold, die ein V für Vexillologie bilden, sowie den Knoten Schotstek, der als ein internationales Symbol für Vexillologie gilt und auch auf der Flagge der FIAV zu sehen ist.